# Ludwik Geyers aktieselskabs tidligere sæde
Ludwik Geyers aktieselskabs tidligere sæde (polsk Dom Towarzystwa Akcyjnego Ludwika Geyera) er en bygning, der ligger ved Piotrkowska-gaden 74 i Łódź. 
Bygningen har form som bogstavet "L". Elevationens elegante og rige udsmykning er udformet i moden italiensk renæssance. Hjørnetårnet har kariatidmotiver og dækkes af en kuppel. Taget har en balustrade, og under gesimsen findes en guirlandefrise. Bygningens første etage har to balkoner.

## Historie
Ludwik Geyer købte grunden på hjørnet af Piotrkowska-gaden og Meyers passage (i dag Stanisław Moniuszkos gade) fra Ludwik Meyer, og byggede i årene 1882-1886 et neobarokt palads efter tegninger af Hilary Majewski. Bygningen husede Ludwik Geyers aktieselskab. I stueetagen lå desuden den berømte restaurant, ejet af Andrzej Stępkowski. Mod slutningen af 1800-tallet åbnede Bank Handlowy ("Handelsbanken", i dag Citibank Handlowy) fra Warszawa sin filial her.
51°46′5.19″N 19°27′24.61″Ø / 51.7681083°N 19.4568361°Ø